# Bakis (Böotien)
Bakis (griech. Βάκις) war ein Seher des antiken Griechenlands, der im 7./6. Jhd. v. Chr. gelebt hat und in seinen Orakelsprüchen die Ereignisse der Perserkriege prophezeite. Bakis soll die Gabe der Prophezeiung von den Nymphen erhalten haben.
| Personendaten    | Personendaten                                              |
| ---------------- | ---------------------------------------------------------- |
| NAME             | Bakis                                                      |
| ALTERNATIVNAMEN  | Βάκις (griechisch)                                         |
| KURZBESCHREIBUNG | griechischer Seher                                         |
| GEBURTSDATUM     | zwischen 7. Jahrhundert v. Chr. und 6. Jahrhundert v. Chr. |
| STERBEDATUM      | 6. Jahrhundert v. Chr.                                     |